# 九龍巴士3D線
九龍巴士3D線是香港九龍市區的一條日間巴士路線，行走慈雲山（中）及觀塘（裕民坊）之間，途經富山、彩虹邨、九龍灣及牛頭角。
九龍巴士N3D線是3D線的深宵路線，起訖點與走線跟3D線完全相同，每晚深宵時分由觀塘開往慈雲山，及每日清晨時分由慈雲山開往觀塘。

## 歷史
- 1970年1月3日：本線投入服務，初時只在平日服務，起訖點為北慈雲山及觀塘裕民坊。
- 1972年3月1日：本線提升至每天全日服務。
- 1982年7月24日：本線遷往觀塘（月華街）巴士總站。
- 1997年5月19日：本線增派空調巴士行走。
- 1997年11月9日：配合總站重建，慈雲山（北）總站暫停使用，遷入新啟用的慈雲山（中）巴士總站。
- 2000年12月31日，慈雲山（北）總站重新啟用，但由於該總站規模比重建之前為小，所以3D線並沒有遷回慈雲山（北）的原有總站。
- 2009年7月19日：本線因觀塘月華街巴士總站重建，遷回觀塘（裕民坊）巴士總站。
- 2011年9月8日：本線提升至全空調巴士服務[2]。
- 2014年11月30日：為配合現有的觀塘（裕民坊）巴士總站永久關閉，本線遷往設於同仁街及裕民坊交界的臨時巴士總站，同時取消往慈雲山方向的裕民坊分站。
- 2014年12月18日：增設到站時間預報。[3]
- 2018年8月11日：N3D線開辦[4]。
- 2019年10月13日：3D線往觀塘方向不停觀塘道「定富街」站，改停「觀塘道休憩處」。[5]
- 2020年3月30日：受新型肺炎疫情影響，N3D線減至1班。[6]後來於4月14日起改為2班，[7]並於5月27日起恢復原有3班。
- 2021年4月2日：本線總站由觀塘裕民坊遷往裕民坊公共運輸交匯處。
- 2021年4月19日：N3D線增設回程服務[8]。
- 2020年3月30日：N3D線來回程減至1班。[9]

## 服務時間及班次
3D常規班次
| 慈雲山（中）開   | 慈雲山（中）開 | 慈雲山（中）開 | 觀塘（裕民坊）開 | 觀塘（裕民坊）開 | 觀塘（裕民坊）開 |
| 日期             | 服務時間       | 班次（分鐘）   | 日期             | 服務時間         | 班次（分鐘）     |
| ---------------- | -------------- | -------------- | ---------------- | ---------------- | ---------------- |
| 星期一至五       | 05:40-06:30    | 10             | 星期一至五       | 05:40-06:20      | 10               |
| 星期一至五       | 06:30-07:00    | 6              | 星期一至五       | 06:20-07:00      | 8                |
| 星期一至五       | 07:00-08:50    | 4/5            | 星期一至五       | 07:00-08:00      | 6                |
| 星期一至五       | 08:50-09:38    | 6              | 星期一至五       | 08:00-09:59      | 7                |
| 星期一至五       | 09:38-16:52    | 7              | 星期一至五       | 09:59-11:51      | 8                |
| 星期一至五       | 16:52-17:00    | 8              | 星期一至五       | 11:51-16:10      | 7                |
| 星期一至五       | 17:00-17:48    | 6              | 星期一至五       | 16:10-17:40      | 6                |
| 星期一至五       | 17:48-18:20    | 8              | 星期一至五       | 17:40-19:25      | 5                |
| 星期一至五       | 18:20-19:50    | 10             | 星期一至五       | 19:25-19:55      | 6                |
| 星期一至五       | 19:50-21:55    | 12/13          | 星期一至五       | 19:55-22:57      | 7                |
| 星期一至五       | 21:55-00:10    | 15             | 星期一至五       | 22:57-23:05      | 8                |
|                  |                |                | 星期一至五       | 23:05-23:53      | 12               |
| 23:53-00:25      | 16             |                | 星期一至五       |                  |                  |
| 星期六           | 05:40-07:00    | 10             | 星期六           | 05:40-06:20      | 10               |
| 星期六           | 07:00-09:00    | 6              | 星期六           | 06:20-13:00      | 8                |
| 星期六           | 09:00-20:05    | 7              | 星期六           | 13:00-15:00      | 6                |
| 星期六           | 20:05-21:57    | 8              | 星期六           | 15:00-22:56      | 7                |
| 星期六           | 21:57-22:04    | 7              | 星期六           | 22:56-23:05      | 9                |
| 星期六           | 22:04-22:55    | 8/9            | 星期六           | 23:05-23:53      | 12               |
| 星期六           | 22:55-23:55    | 12             | 星期六           | 23:53-00:25      | 16               |
| 星期六           | 23:55-00:10    | 15             |                  |                  |                  |
| 星期日及公眾假期 | 05:40-06:40    | 12             | 星期日及公眾假期 | 05:40-06:40      | 12               |
| 星期日及公眾假期 | 06:40-08:30    | 10             | 星期日及公眾假期 | 06:40-08:30      | 10               |
| 星期日及公眾假期 | 08:30-19:56    | 7              | 星期日及公眾假期 | 08:30-09:10      | 8                |
| 星期日及公眾假期 | 19:56-21:00    | 8              | 星期日及公眾假期 | 09:10-22:35      | 7                |
| 星期日及公眾假期 | 21:00-22:00    | 10             | 星期日及公眾假期 | 22:35-23:25      | 10               |
| 星期日及公眾假期 | 22:00-23:00    | 12             | 星期日及公眾假期 | 23:25-00:25      | 15               |
| 星期日及公眾假期 | 23:12          |                |                  |                  |                  |
| 星期日及公眾假期 | 23:25-00:10    | 15             |                  |                  |                  |

3D特別班次（慈雲山（南）←→觀塘（裕民坊））
- 星期一至五上課日：
  - 慈雲山（南）開：07:00、07:25、07:50、08:10、08:30
  - 觀塘（裕民坊）開：07:00、07:20、07:35、07:50

3D特別班次（慈正邨正康樓 → 觀塘（裕民坊））
- 星期一至五：08:00、08:15

所有特別班次逢星期六、日及公眾假期不設服務
N3D
- 每日觀塘（裕民坊）開：00:45
- 每日慈雲山（中）開：05:05

## 收費
| 路線 | 全程收費 | 分段收費       |
| ---- | -------- | -------------- |
| 3D   | $5.6     | - 不設分段收費 |
| N3D  | $7.4     | - 不設分段收費 |

| - 本線設有12歲以下小童及65歲或以上長者半價優惠。 - 65歲或以上香港居民使用「樂悠咭」，以及12歲以下合資格殘疾兒童使用「殘疾人士身份」個人八達通繳付車資，均可享有每程$2.0或半價（以較低者為準）的票價優惠；12至64歲合資格殘疾人士使用「殘疾人士身份」個人八達通（包括「樂悠咭」），以及60至64歲香港居民使用「樂悠咭」繳付車資，均可享有每程$2.0或全費（以較低者為準）的票價優惠。 - 65歲或以上長者如使用長者或一般個人八達通繳付車資，則只可享有半價優惠；12至64歲合資格殘疾人士如不使用「殘疾人士身份」個人八達通，以及60至64歲人士如不使用「樂悠咭」繳付車資，必須繳付全費。 - 乘客可以現金或八達通於上車時付款，不設找續。 - 每位成人乘客可免費攜帶最多兩名4歲以下而不佔座位的兒童乘客乘車，超額之4歲以下小童必須繳付小童車費乘車。 - 持有「九巴月票」之乘客在車票有效期內，每日可享最多10程任何九龍巴士及龍運巴士路線（包括本路線，以及聯營路線的九龍巴士／龍運巴士提供的班次；惟乘搭機場「A」及「NA」線則可享原價二七折優惠（不會計算每天10次合資格車程））；而B1線則每日可享最多各2程（不會計算每天10次合資格車程）。 - 九龍巴士、城巴、龍運巴士及陽光巴士全職員工及家屬（不包括外判職員）可免費乘搭本路線，惟必須拍職員或職員家屬八達通。 - 乘客亦可透過多元化電子支付系統（e度嘟）繳付車資，包括使用非接觸式VISA卡、JCB卡、萬事達卡、銀聯卡、美國運通、大來國際、Discover Card、Apple Pay、Google Pay、Samsung Pay、AlipayHK「易乘碼」、支付寶、WeChatHK／微信支付「搭車碼」、銀聯雲閃付「乘車碼」及BOC Pay「乘車碼」。乘客使用此付款方式，使用此支付方式的乘客可享有中途下車之分段收費，以及與其他九巴／龍運獨營路線或聯營線九巴／龍運班次之轉乘優惠，惟不適用於與非九巴／龍運路線之轉乘優惠，亦不能享有「公共交通費用補貼計劃」及「長者及合資格殘疾人士公共交通票價優惠計劃」。 |

### 八達通轉乘優惠
乘客在登上本線巴士後指定時間內以同一張八達通卡轉乘以下路線，或從以下路線登車後指定時間內轉乘本線，次程可獲車資折扣優惠：
3D↔5M，轉乘時限為120分鐘，次程可獲$4.2折扣優惠
- 3D往慈雲山 → 5M往啟德
- 5M往九龍灣站 → 3D往觀塘

3D↔️5R，次程可獲$2.0折扣優惠
- 3D往觀塘 → 5R 往啟德郵輪碼頭方向，轉乘時限為120分鐘
- 5R 往觀塘方向 → 3D往慈雲山，轉乘時限為60分鐘

3D↔98、98A、296A，次程可獲$4.2折扣優惠，轉乘時限為150分鐘
- 3D任何方向 → 98、98A或296A往將軍澳
- 98、98A或296A往觀塘 → 3D任何方向

3D↔290(A/B/X)，次程可獲$4.2折扣優惠，轉乘時限為150分鐘
- 3D往觀塘 → 290(A/B/X)往荃灣
- 290(A/B/X)往將軍澳 → 3D往慈雲山

## 使用車輛
現時本線使用16輛Enviro500 MMC 12米（ATENU）行走本線。
| 車隊編號  | 車牌   |
| --------- | ------ |
| ATENU483  | TH8133 |
| ATENU504  | TK 224 |
| ATENU505  | TJ9346 |
| ATENU514  | TK3457 |
| ATENU531  | TK8569 |
| ATENU545  | TL2146 |
| ATENU556  | TL5001 |
| ATENU561  | TL5943 |
| ATENU562  | TL6239 |
| ATENU717  | TR6156 |
| ATENU727  | TR8360 |
| ATENU741  | TS2137 |
| ATENU768  | TT6882 |
| ATENU775  | TT9460 |
| ATENU983  | UB6897 |
| ATENU1113 | UG5021 |

## 行車路線
慈雲山（中）開經：惠華街、雲華街、慈雲山道、蒲崗村道、斧山道、彩虹道、彩虹通道、太子道東、觀塘道、康寧道及物華街。
慈雲山（南）特別班次由毓華街開出，抵慈雲山道後返回原線，不經斜體字之路段。
觀塘（裕民坊）開經：物華街、康寧道、觀塘道、彩虹交匯處、龍翔道、彩虹通道、彩虹道、斧山道、蒲崗村道、慈雲山道、惠華街、雲華街、慈雲山道及惠華街。
慈雲山（南）特別班次不經斜體字之路段。

### 沿線車站
(N)3D
| 慈雲山（中）開 | 慈雲山（中）開                     | 慈雲山（中）開       | 觀塘（裕民坊）開 | 觀塘（裕民坊）開                     | 觀塘（裕民坊）開                   |
| 序號           | 車站名稱                           | 位置                 | 序號             | 車站名稱                             | 位置                               |
| -------------- | ---------------------------------- | -------------------- | ---------------- | ------------------------------------ | ---------------------------------- |
| 1*             | 慈雲山（中）巴士總站               | 慈雲山（中）巴士總站 | 1                | 觀塘（裕民坊）巴士總站               | 裕民坊公共運輸交匯處               |
| 2*             | 慈正邨正暉樓                       | 慈雲山道             | 2                | 觀塘轉車站－創紀之城（B4月台）       | 觀塘道                             |
| 3*             | 慈正邨正康樓                       | 慈雲山道             | 3                | 定富街                               | 觀塘道                             |
| 4*             | 德愛中學                           | 慈雲山道             | 4                | 牛頭角下邨                           | 觀塘道                             |
| ^              | 慈雲山（南）巴士總站               | 慈雲山（南）巴士總站 | 5                | 德福花園                             | 觀塘道                             |
| 5              | 保良局第一張永慶中學               | 蒲崗村道             | 6                | 九龍灣站                             | 觀塘道                             |
| 6              | 鑽石山火葬場                       | 蒲崗村道             | 7                | 啟泰苑                               | 觀塘道                             |
| 7              | 富山邨                             | 蒲崗村道             | 8                | 牛池灣轉車站－彩虹邨丹鳳樓（J2月台） | 龍翔道                             |
| 8              | 斧山道運動場                       | 斧山道               | 9                | 彩虹轉車站－彩虹巴士總站（N6月台）   | 彩虹轉車站－彩虹巴士總站（N6月台） |
| 9              | 彩虹轉車站－彩虹邨碧海樓（M4月台） | 彩虹邨通道           | 10               | 真鐸學校                             | 斧山道                             |
| 10             | 啟業邨                             | 觀塘道               | 11               | 宏景花園                             | 蒲崗村道                           |
| 11             | 九龍灣站（東九文化中心）           | 觀塘道               | 12               | 蒲崗村道學校村                       | 蒲崗村道                           |
| 12             | 牛頭角下邨                         | 觀塘道               | ^                | 慈雲山（南）巴士總站                 | 慈雲山（南）巴士總站               |
| 13             | 觀塘道休憩處                       | 觀塘道               | 13*              | 德愛中學                             | 慈雲山道                           |
| 14             | 觀塘轉車站－創紀之城（U3月台）     | 觀塘道               | 14*              | 慈民邨                               | 慈雲山道                           |
| 15             | 觀塘（裕民坊）巴士總站             | 裕民坊公共運輸交匯處 | 15*              | 慈安苑                               | 惠華街                             |
|                |                                    |                      | 16*              | 慈正邨正暉樓                         | 慈雲山道                           |
| 17*            | 慈雲山（中）巴士總站               | 慈雲山（中）巴士總站 |                  |                                      |                                    |

註：
- 特別班次不停靠有 * 號之車站
- 有^之車站祇限特別班次使用
- N3D線與3D線雙向的車站位置相同，但不停慈雲山（南）巴士總站。

## 客量
本路線走線直接，班次頻密，深受乘客歡迎，繁忙時間經常頂閘。
為方便慈雲山居民在深宵時間由觀塘回家，運輸署在2018-19年度黃大仙區巴士路線計劃中，提出開辦N3D線，在每日深宵時段由觀塘往慈雲山，並在2018年8月落實，並在2021年4月起增設每日清晨時段慈雲山往觀塘的班次。

## 相關事故
- 2011年9月13日，一輛屬於3D線的雙層巴士在收車凌晨停泊於慈雲山（南）巴士總站，但因被數名13至14歲年青人縱火而著火焚燒，其後沒及旁邊的兩部如屬3D線的巴士，由於火勢太猛烈，附近居民需要疏散。[11][12][13]事後，涉案的數名少年身份被高登網民揭發，最後，警方拘捕四男兩女學生，同年11月11日，兩名13歲男童正式落案檢控，同年12月8日在九龍城裁判法院提堂。而肇事的三輛巴士中，其中兩輛提早退役，另外一輛在修復後復出並於2018年4月17日退役。

## 更多
關於3D線的愛好者資料，如車牌資料、主觀性客量描述，請查閲 香港巴士大典上的相关条目：九巴3D線。

關於N3D線的愛好者資料，如車牌資料、主觀性客量描述，請查閲 香港巴士大典上的相关条目：九巴N3D線。

## 延伸閱讀
- 郭炳華. 蛻變中的香港巴士（九龍新界篇）. 香港: 80M巴士專門店. 2010年. ISBN 962-8686-95-X.
- 二十世紀九龍區巴士路線發展史

## 外部連結
- 九巴3D線官方網站路線資料 （页面存档备份，存于）
- 681巴士總站 （页面存档备份，存于）
- 九巴3D線詳細時間表 （页面存档备份，存于）